# Anolis monticola
Espèce
Synonymes
- Deiroptyx monticola (Shreve, 1936)
- Deiroptyx monticola monticola (Shreve, 1936)
- Deiroptyx monticola quadrisartus (Thomas & Schwartz, 1967)

Statut de conservation UICN

 NT  : Quasi menacé
Anolis monticola est une espèce de sauriens de la famille des Dactyloidae. 

## Répartition
Cette espèce est endémique du massif de la Hotte à Haïti.

## Liste des sous-espèces
Selon The Reptile Database (3 janvier 2013) :
- Anolis monticola monticola Shreve, 1936
- Anolis monticola quadrisartus Thomas & Schwartz, 1967

## Étymologie
Le nom spécifique monticola vient du latin monticola, « habitant des montagnes », en référence à la distribution de ce saurien.

## Publications originales
- Shreve, 1936 : A new Anolis and new Amphibia from Haiti. Proceedings of the New England Zoological Club, vol. 15, p. 93-99.
- Thomas & Schwartz, 1967  : The monticola group of the lizard genus Anolis in Hispaniola. Breviora, no 261, p. 1-27 (texte intégral).